# Emma Bunton
Emma Lee Bunton (n. 22 ianuarie 1976, Greater London, Anglia, Regatul Unit) este o cântăreață, compozitoare și actriță britanică. Bunton este cunoscută cel mai mult ca făcând parte din formația de succes a anilor '90, Spice Girls.
1. ↑   https://edition.cnn.com/2021/07/14/entertainment/emma-bunton-wedding-scli-gbr-intl/index.html, accesat în 26 decembrie 2021 Lipsește sau este vid: |title= (ajutor)
2. ↑  Czech National Authority Database, accesat în 1 martie 2022